# Ion-Cristinel Rujan
Ion-Cristinel Rujan (n. 29 octombrie 1972, Târgu Jiu, Gorj, România) este un senator român, ales în 2020 din partea PSD. 